# Blang Simpo
Blang Simpo is een bestuurslaag in het regentschap Aceh Timur van de provincie Atjeh, Indonesië. Blang Simpo telt 543 inwoners (volkstelling 2010).